# Medal Aszanti (1874–1894)
The East and West Africa Medal 1873–1900 (pierwotnie znany jako Ashantee War Medal 1873-1874) – odznaczenie ustanowione 1 czerwca 1874 przez królową Wiktorię.
Medal po raz pierwszy nadano Rozkazem Armii nr 43 z dnia 1 czerwca 1874 dla:

wszystkich wojsk Jej Królewskiej Mości, które były zatrudnione na Złotym Wybrzeżu podczas operacji przeciwko królowi Aszanti – Kalkali i dodatkowo klamrą „Coomassie” w celu wyróżnienia tych, którzy byli obecni w Amoaful i Kumasi podczas tej akcji (włączając w to zdobycie stolicy) oraz tych, którzy podczas pięciu dni tej akcji byli zatrudnieni na północ od rzeki Prah przy instalacji i ochronie dróg dla głównych sił armii

## Zasady nadawania
Medalem nagradzano za udział w kampanii przeciwko Aszanti na Gold Coast (dzisiejsza Ghana) pomiędzy 9 czerwca 1873 i 4 lutego 1874.
W sumie wydano 11000 medali za kampanię Ashantee.
18 lat później ten sam medal doczekał się reedycji jako medal typu „general service”, nadawany był za różne operacje w Afryce Środkowej oraz na wschodnim i zachodnim wybrzeżu w okresie 1887–1892, wtedy też nadawano klamry 1887-8, 1891-2 i 1892.
Wydawanie medalu trwało aż do roku 1900, jednak pod zmienioną nazwą East and West Africa Medal.
Klamra 1900 była nadawana dla całej marynarki, z wyjątkiem dwóch indyjskich regimentów biorących częściowy udział w operacjach, które otrzymały klamrę Gambia, 1894

## Klamry medalu
Tylko do drugiej edycji czyli East and West Africa Medal.
- COOMASSIE

dla przekraczających rzekę Pra lub biorących udział w akcjach w Amoaful lub Ardahsa
- 1887–8
- 1891–2
- 1892
- 1893—94
- WITU, 1890
- LIWONDI, 1893
- WITU, August 1893
- JUBA RIVER, 1893
- LAKE NYASSA, 1893
- GAMBIA, 1894
- BENIN RIVER, 1894
- BRASS RIVER, 1895
- MWELE, 1895
- NIGER, 1897
- BENIN, 1897
- SIERRA LEONE, 1898–99
- 1896–98
- 1897–98
- 1898
- 1899
- 1900 (nadawana przez króla Edwarda VII)

## Opis medalu
Awers: głowa królowej Wiktorii w diademie i welonie oraz inskrypcja VICTORIA REGINA
Rewers: scena walki w buszu umundurowanej milicji armii brytyjskiej z rodowitymi afrykańczykami